# Théâtre Ouvert
Théâtre Ouvert, également nommé Centre national des dramaturgies contemporaines, est un théâtre d’essais et de création.
Théâtre Ouvert fut créé en 1971 au Festival d'Avignon  par Lucien et Micheline Attoun. Il est désormais situé au 159 avenue Gambetta dans le 20e arrondissement de Paris.

## Historique
Théâtre Ouvert a été créé par Lucien et Micheline Attoun le 23 juillet 1971 lors du Festival d'Avignon à la chapelle des Pénitents blancs, à l'invitation de Jean Vilar. il y devient permanent en 1976.
En 1981, Théâtre Ouvert s'installe au Jardin d'Hiver à Paris.
En 1988, il devient le premier Centre dramatique national de création qui se consacre exclusivement à la découverte, à la promotion et à la diffusion de textes contemporains d'auteurs vivants.

## Description
L'équipe de Théâtre Ouvert reçoit plusieurs centaines de manuscrits par an. Commence alors un travail de lecture, de dialogue avec les auteurs, d'accompagnement des textes et de mise en relation avec les professionnels et les structures. Certains manuscrits sont publiés en Tapuscrit ou dans la collection Enjeux, d'autres sont travaillés avec l'auteur par des metteurs en scène et des comédiens dans des modes d'action singuliers initiés par Théâtre Ouvert pour répondre à sa mission d'épanouissement de la création théâtrale contemporaine et rêver ensemble au spectacle futur.
En 2011, Théâtre Ouvert devient Centre national des dramaturgies contemporaines et poursuit sa mission de découvreur de nouvelles écritures. Théâtre Ouvert est subventionné par le Ministère de la Culture et de la Communication, la Ville de Paris et, pour l’École Pratique des Auteurs de Théâtre (EPAT), la Région Île-de-France.
Caroline Marcilhac a succédé en janvier 2014 à Micheline et Lucien Attoun, ses fondateurs.

## Projet
Promouvoir le renouvellement des dramaturgies contemporaines, susciter l'émergence de nouvelles écritures par la recherche et l'essai, accompagner le développement de ces écritures par la production, l'édition, la diffusion de textes et de formes théâtrales (lectures, mises en espace, spectacles, pièces radiophoniques, etc.), telles sont les missions de Théâtre Ouvert.
La mise en œuvre de ces missions repose sur l'articulation entre un travail souterrain (lectures de manuscrits par l'équipe permanente, conseils dramaturgiques auprès des auteurs, mise en relation des auteurs avec des artistes de plateau, temps de recherche et de résidence portés notamment par le dispositif de l'EPAT et l'exposition publique du fruit de ce travail (édition dans la collection Tapuscrit, présentations publiques à différentes étapes de la création).